# 広島県道290号原田五日市線
広島県道290号原田五日市線（ひろしまけんどう290ごう はらだいつかいちせん）は、広島県広島市佐伯区を通る一般県道である。

## 概要
広島市佐伯区五日市町大字石内から広島市佐伯区海老園一丁目に至る。
広島市佐伯区五日市町大字石内・免許センター北口交差点 - 広島市佐伯区五日市中央7丁目・新落合橋南詰交差点間は現在も県道指定されている旧道が石内川を挟んで併走している。なお、石内川の本流の八幡川の旧河道は、この路線の東側に併走していた。河道が変わったのは江戸時代の頃。
造幣局広島支局付近の本路線は、コイン通りという愛称が付けられている。

### 路線データ
- 起点：広島市佐伯区五日市町大字石内（五月が丘交差点、広島県道71号広島湯来線交点）
- 終点：広島市佐伯区海老園一丁目（中央陸橋南詰交差点、国道2号旧道交点）

## 路線状況

### 別名
- 石内バイパス（広島市佐伯区五日市町大字石内・五月が丘交差点 - 同木舟交差点）
- コイン通り（広島市佐伯区・木舟交差点 - 同海老園一丁目・中央陸橋南詰交差点）

### 道路施設

#### 橋梁
- 中地大橋（石内川、広島市佐伯区）
- 新落合橋（八幡川、広島市佐伯区）
- 中央陸橋（山陽本線・広島電鉄宮島線、広島市佐伯区）

旧道
- 新宮橋（笹利川、広島市佐伯区）
- 郡橋（八幡川、広島市佐伯区）
- 川口橋（保井田川、広島市佐伯区）

## 地理

### 通過する自治体
- 広島県
  - 広島市（佐伯区）

### 交差する道路
| 交差する道路                                      | 交差する場所     | 交差する場所                                                                                                   |
| ------------------------------------------------- | ---------------- | --- |
| 広島県道71号広島湯来線 広島県道265号伴広島線 重複 | 五日市町大字石内 | 五月が丘交差点 / 起点                                                                                          |
| 広島県道290号原田五日市線 / 旧道                  | 五日市町大字石内 | 免許センター北口交差点                                                                                         |
| 広島県道290号原田五日市線 / 旧道                  | 五日市中央七丁目 | 新落合橋南詰交差点                                                                                             |
| 国道2号 / 西広島バイパス                          | 五日市中央七丁目 | 木舟交差点 五日市ランプ                                                                                        |
| 国道2号 / 旧道                                    | 海老園一丁目     | 中央陸橋南詰交差点 / 終点                                                                                      |
| 旧道                                              |                  | |
| 広島県道290号原田五日市線 / 本線                  | 五日市町大字石内 | 免許センター北口交差点 / 旧道起点【北緯34度25分18.0秒 東経132度23分30.0秒 / 北緯34.421667度 東経132.391667度】 |
| 広島県道290号原田五日市線 / 本線                  | 五日市中央七丁目 | 新落合橋南詰交差点 / 旧道終点【北緯34度22分55.7秒 東経132度21分36.7秒 / 北緯34.382139度 東経132.360194度】     |

### 交差する鉄道
- 山陽新幹線
- 山陽本線
- 広島電鉄宮島線

### 沿線
- 広島市立石内小学校
- 広島市立三和中学校
- 造幣局広島支局